# Hertha (roman)

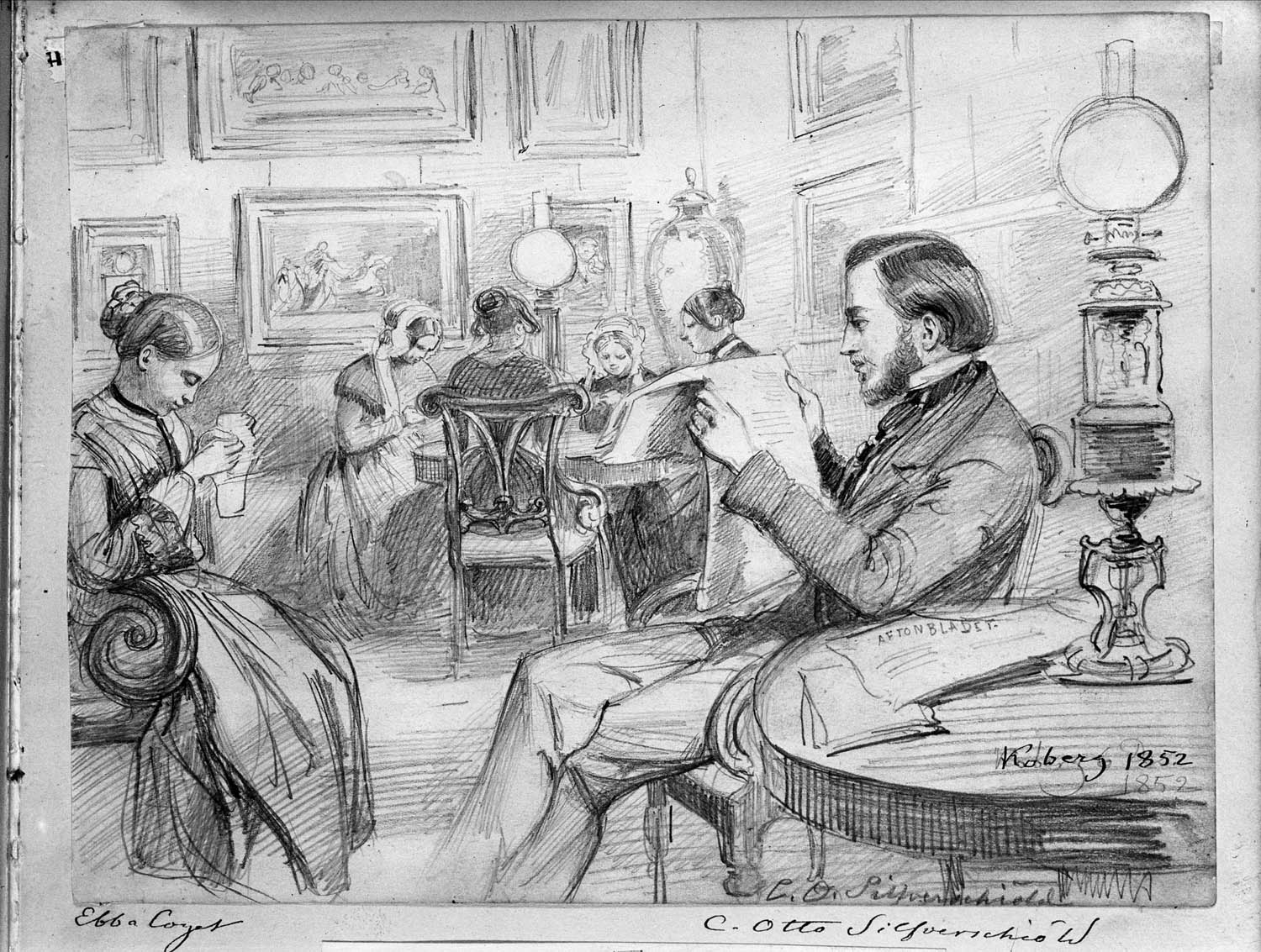
Salongsinteriör från Fredrika Bremers tid. Kvinnorna broderar och mannen läser tidningen. Kvinnor var omyndiga och underställda en manlig släktings förmyndarskap. Teckning av Fritz von Dardel 1852.

Hertha, eller en själs historia, med underrubriken Teckning ur det verkliga livet, är en roman av Fredrika Bremer som utkom 1856. I romanen pläderar Bremer för kvinnans myndighet och tillgång till utbildning. Den anses vara den första feministiska romanen i svensk litteratur.

## Om romanen
Romanens huvudperson, den sturska unga kvinnan Hertha, lever i ett hem dominerat av en tyrannisk far. De bor i en patriarkal småstad kallad Kungsköping; ett Sverige i miniatyr. En natt utbryter en brand som hotar att ödelägga hela staden. Branden blir en händelse som avslöjar invånarnas rätta ansikten och det svenska samhällets inskränkthet. Under räddningsarbetet arbetar dock för första gången stadens kvinnor och män, fattiga och rika sida vid sida. Det gamla har brunnit ned och något nytt kan byggas upp. Hertha blir här en drivande person och i stadens nya tillvaro efter branden lovas kvinnorna en nyckelroll, i detta hopp ligger romanens utopi. 
Fredrika Bremers utopi var kvinnans myndighet och kvinnans frihet i stort, samt att äktenskapet ska bygga på kärlek, ömsesidig respekt och utrymme för båda makarnas personliga utveckling. I förlängningen antyder hon en utopi som innebär hela mänsklighetens förändring och en jämställd värld där alla har sin plats och kan verka efter sitt sinne och förmåga 
Romanen Hertha håller inte samma litterära kvalité som till exempel Bremers bästsäljare Grannarne (1837) och Hemmet (1839).  ”Den är byggd på idéer, vilket är dess olycka som fiktion”, skriver Carina Burman i sin Bremerbiografi och fortsätter ”Hertha skrevs helt enkelt för att bli ett feministiskt manifest.” 

## Debatt och följder
Själv satte Fredrika Bremer Hertha högst av sina böcker, men hon visste också, när hon skrev den, att den "skulle uppväcka mycket rop mot henne". Och hon blev sannspådd. Romanen framkallade en häftig polemik med allmänt partitagande för och emot. Att tiden var inne för kvinnans frigörelse ur hennes omyndighetstillstånd var de allra flesta numera för. Men mera delade var åsikterna om kvinnans rätt att få delta i den högre bildningen. Allra anstötligast var dock, att Fredrika Bremer givit sin hjältinna anlag för läkekonsten och lät henne vårda en ung man som råkat ut för en knäskada. Detta kritiserades hårt av pedagogen och läseboksförfattaren Herman Bjursten som både oanständigt och orealistiskt.
Vid tiden för romanens tillkomst gällde fortfarande 1734 års lag enligt vilken kvinnor var omyndiga och stod under faderns, en manlig släktings eller den äkta makens förmyndarskap. Myndiga var dock vissa ogifta kvinnor: änkor och frånskilda. År 1845 tillerkändes kvinnan lika arvsrätt och 1846 näringsfrihet – men hon var fortfarande omyndig. Efter många år av diskussioner i och utlåtanden av statliga myndigheter röstade riksdagen 1858 för en lag som innebar att ogifta kvinnor som fyllt 25 år fick rätt att efter anmälan hos domstol bli myndig.
Fredrika Bremer hade i romanen Hertha en bilaga där hon med skarp blick gick igenom den diskussion som förts och kritiserade att inga förändringar angående kvinnan myndighet skett. Vilken betydelse denna text och romanen hade för att 1858 års lagförslag gick igenom är oklart. Men hennes roman var ett viktigt debattinlägg som omtalades och kommenterades i tidningar.
Först genom en ny lagparagraf 1863 blev ogifta kvinnor myndiga vid 25 års ålder utan ansökningsförfarande, och 1884 vid 21 års ålder (som var männens myndighetsålder), men gifta kvinnor förblev omyndiga ända fram till 1921.
Fredrika Bremer själv, som fått en ansenlig inkomst av sin litterära verksamhet, hade redan  1840 gått till kungs med en anhållan om att bli myndigförklarad. Den 14 december 1840 beviljade konseljen och kung Karl XIV Johan hennes anhållan. 